# المفوضية الأميركية في طنجة
المفوضية الأميركية في طنجة (بالإنجليزية: Tangier American Legation) هي منشأ تاريخي في المدينة العتيقة لطنجة المغربية. كانت المفوضية أول مقر دبلوماسي للولايات المتحدة الأميركية وأول عقار خارج الولايات المتحدة امتلكته الحكومة الأميركية، وهي ترمز إلى العلاقات الثقافية والدبلوماسية التاريخية بين الولايات المتحدة والمملكة المغربية. اسم المفوضية الرسمي الآن هو «مركز البحث المغربي التابع للمعهد الأمريكي للدراسات» (Tangier American Legation Institute for Moroccan Studies أي TALIM) وهو مركز ثقافي ومتحف ومكتبة بحثية تختص بالدراسات في اللغة العربية.
دونت المفوضية في السجل الوطني للأماكن التاريخية الأميركي يوم 8 يناير 1981، وصنفت ضمن المعالم التاريخية الوطنية الأميركية يوم 17 ديسمبر 1982، وهي المعلم التاريخي الوطني الأميركي الوحيد خارج الولايات المتحدة. المفوضية موجودة كذلك في قائمة العقارات ذات أهمية ثقافية عند وزير الخارجية الأمريكي، وهي قائمة لكل عقارات تمتلكها وزارة الخارجية لها أهمية ثقافية أو تاريخية.

## تاريخ دبلوماسي

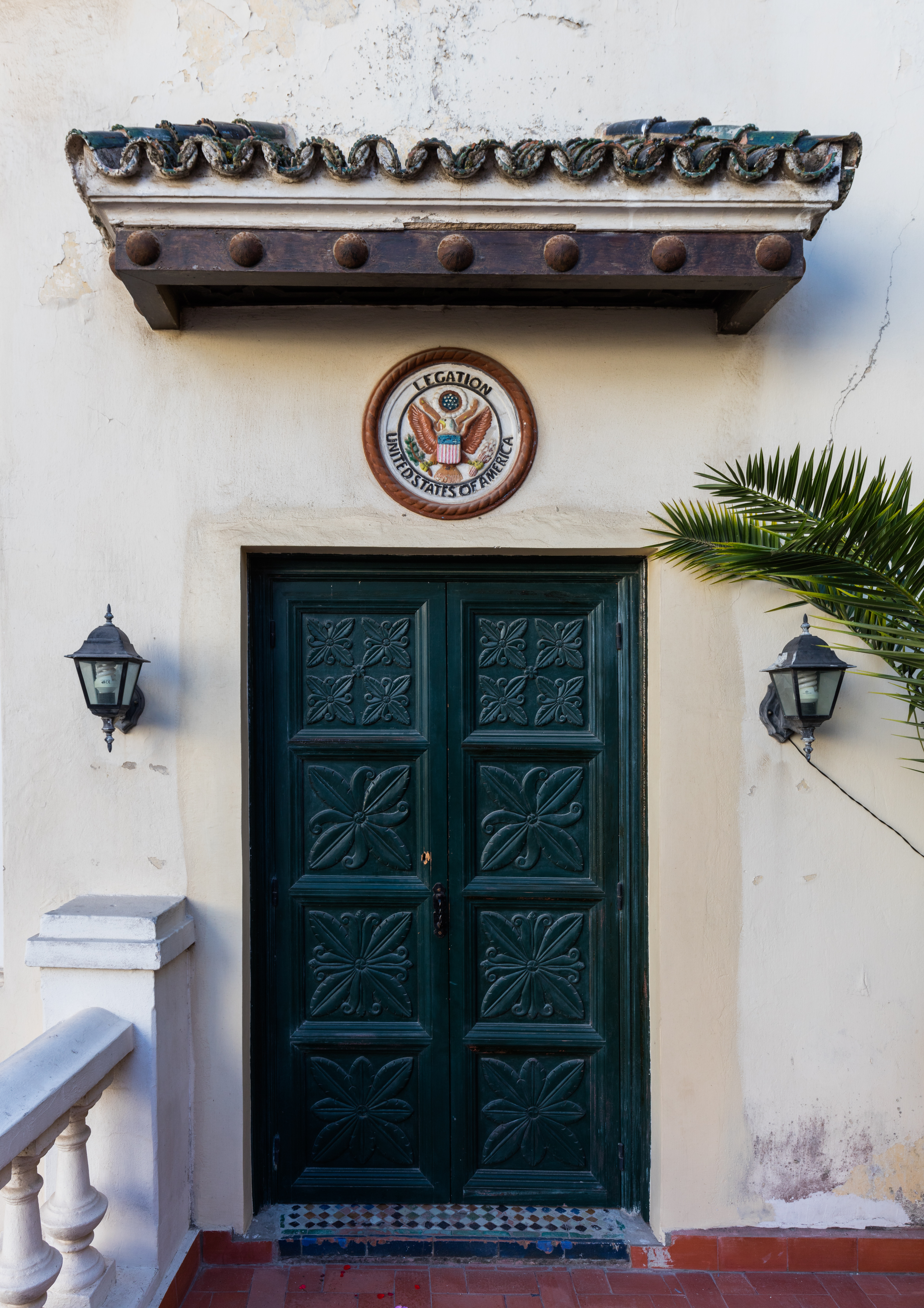
مدخل

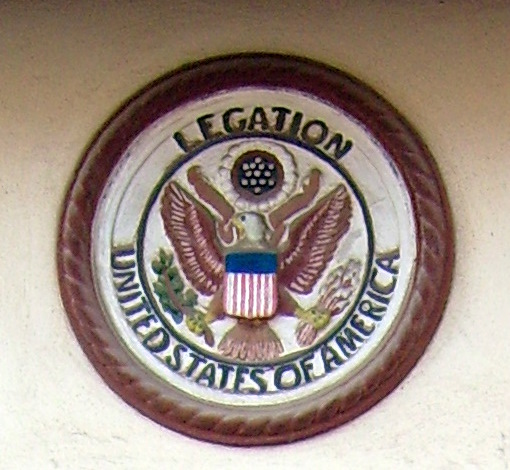
ختم المفوضية الأميركية فوق الباب

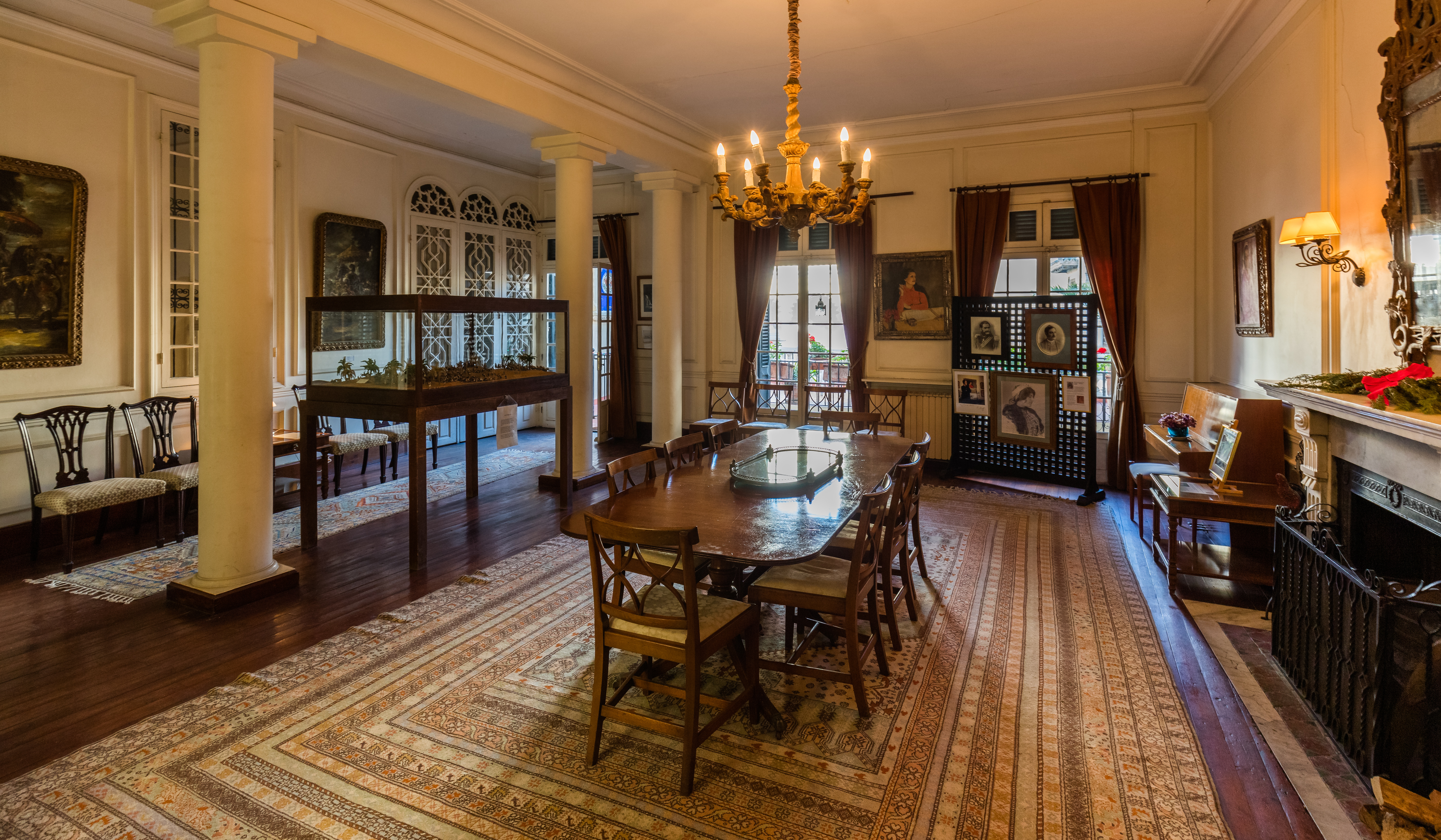
غرفة الطعام

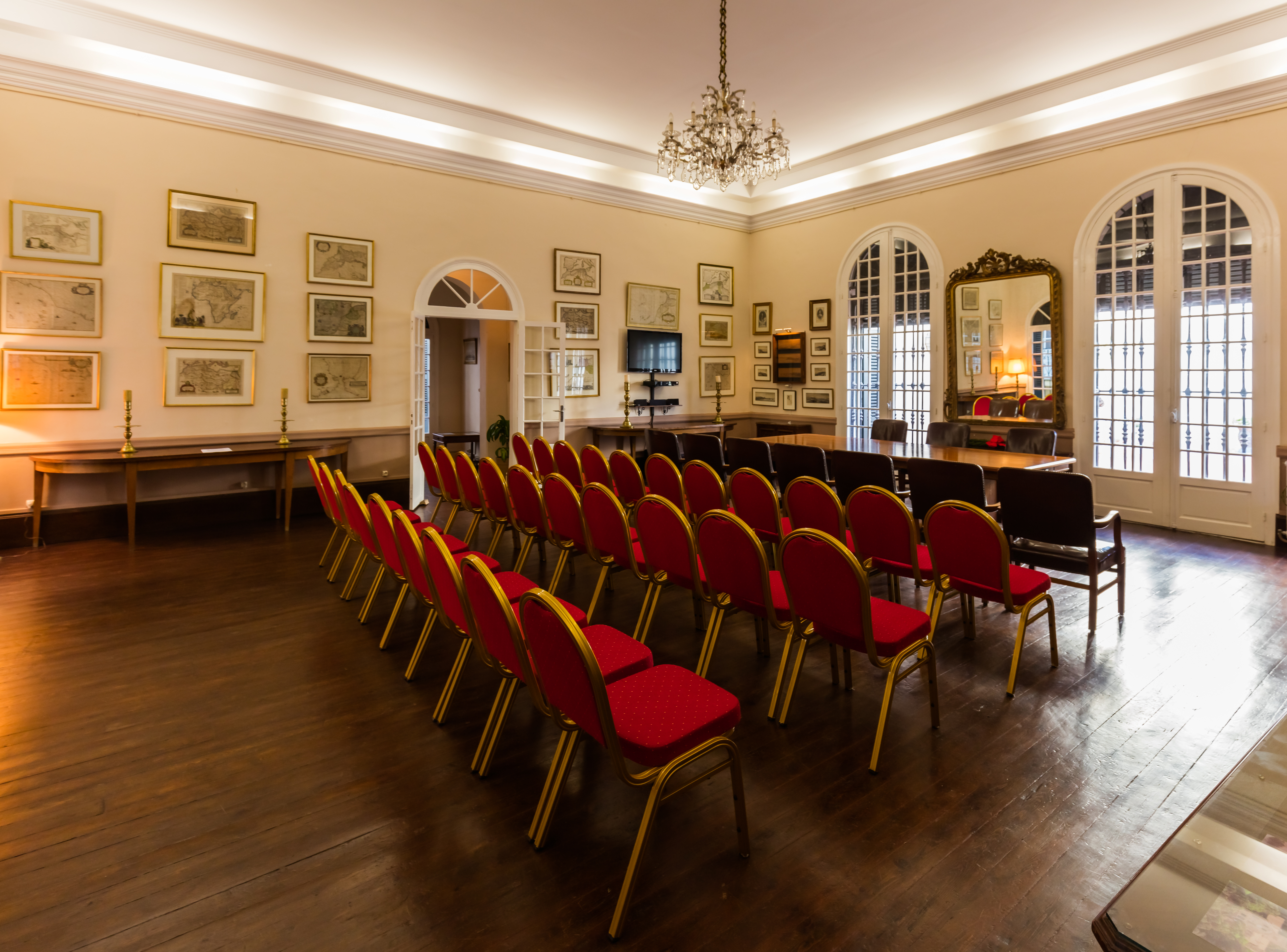
قاعة المؤتمرات

المفوضية منحها السلطان سليمان للأميركيين عام 1821 وهو تجسيد لمعاهدة الصداقة المغربية الأمريكية الموقعة عام 1786 التي مازالت سارية إلى الآن. كان المنشأ مقرا للقنصلية والمفوضية الأميركية خلال 140 عام، وهو أطول فترة يظل أي مبنى في الخارج مقرا دبلوماسيا أميركيا خلالها. كانت المفوضية مقرا لعملاء الاستخبارات الأميركية خلال الحرب العالمية الثانية.مقر المفوضية وتغير عبر القرون. دمرت تدميرا في عندما قصفت فرنسا مدينة طنجة عام 1844، وتم ترميم مقر المفوضية الأميركية بالكامل تقريبا عام 1848. توسّع المقر تدريجيا بشراء العقارات المحيطة حتى يصل لهيئته الحالي. العمارة مغربية الأسلوب.
هجرت المفوضية الأميركية في طنجة كمقر دبلوماسي بعد نقل العاصمة الدبلوماسية إلى مدينة الرباط عام 1956 عندما نالت المملكة المغربية استقلالها. استمرت الحكومة الأميركية في استخدام المقر لأغراض أخرى مثل مكاتب لهيئة السلام أو مكاتب للقنصلية إلخ حتى أهمل ووقع تحت تهديد الهدم.  [بحاجة لمصدر]

## راهن
أسست مجموعة من المواطنين الأيمركيين منظمة عامة غير ربحية مكرسة لإنقاذ المفوضية الأميركية القديمة (كما تعرف محليا الآن). واليوم، تستأجر المقر جمعية تعليم (TALIM) والحكومة الأميركية مازالت تمتلكه.
مركز تعليم (مركز البحث المغربي التابع للمعهد الأمريكي للدراسات) هو متحف ومركز ثقافي لدراسة المغرب ودراسة العلاقات الأميركية المغربية، وبحوزته وثائق وخرائط ولوحات لماغريت مكباي وفنانين آخرين، كما أنه يخصص جناحا كاملا للكاتب والمؤلف المغترب بول بولز. وكذلك للمتحف مكتبة بحثية وقاعة مؤتمرات. من مبادرات التواصل المجتمعي هناك برامج لتعليم القراءة والكتابة باللغة العربية للنساء العائشات في مدينة طنجة.